# Artur Szychowski
Artur Szychowski (ur. 15 czerwca 1979) – polski karateka, kick-boxer w formule w formule K-1, reprezentant Polski, trener sportów walki.

## Życiorys
Uczył się w Szkole Podstawowej w Długiem. W 1997 ukończył zasadniczą szkołę zawodową w Zespole Szkół Mechanicznych w Sanoku w zawodzie elektromechanik pojazdów samochodowych następnie skończył szkołę średnią w tym samym zespole szkół o specjalności mechanik pojazdów samochodowych oraz ratownika medycznego w szkole policealnej. Od 1996 był zawodnikiem dyscypliny karate kyokushin w Sanockim Klubie Karate pod kierunkiem trenera Henryka Orzechowskiego. Został reprezentantem Polski i członkiem kadry narodowej od 2000 do 2004. Jako zawodnik karate odbył 76 walk, w których odniósł 57 zwycięstw, w tym 19 przed czasem. W późniejszym czasie został zawodnikiem Rzeszowskiego Klubu Sportów Walki i od 2007 uprawiał kick-boxing, w tym w formule K1 Rules. Jako kick-boxer stoczył 35 walki, z których 27 wygrał, w tym 8 przez nokaut.
Został trenerem w klubie sportów walki Samuraj Sanok.

## Osiągnięcia

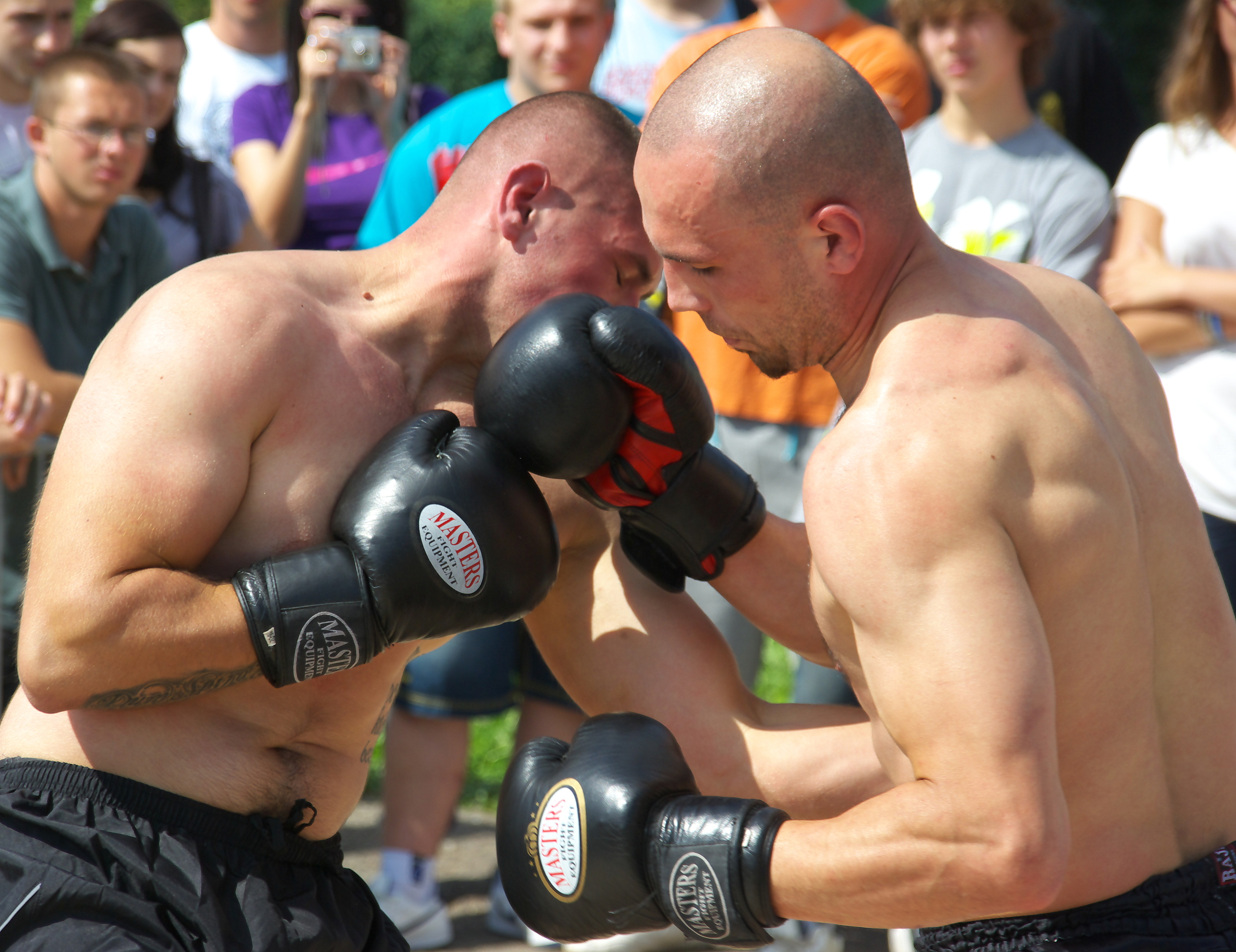
Artur Szychowski (z prawej, 2011)

### Karate
Mistrzostwa Europy
- 2001: Szentes – brąz w kat. do 70 kg[8][9]

Mistrzostwa Polski
- Złoto (w kat. do 75 kg: 2006)[10]
- Srebro
- Brąz (dwukrotnie w kat. do 70 kg: 2001[11], 2002[12])

Puchar Polski
- 2001: Gliwice – srebro (do 70 kg)[13][14]
- 2004: Sieradz – złoto (do 75 kg)[15][16] oraz tytuł najlepszego zawodnika turnieju[17]
- Złoto

### Kick-boxing
- Mistrzostwo Polski K-1 Rules
- Zawodowe Mistrzostwo Polski K-1 Rules (Gala Mistrzów w Kołobrzegu 2009) – do 75 kg[18]
- Wicemistrzostwo Polski K-1 Rules (dwukrotnie, w tym 2011 Skarżysko-Kamienna[19])
- Mistrzostwo Polski Południowej K-1 Rules (Starachowice) – do 75 kg
- Międzynarodowy Puchar Polski Low-Kick (Węgrów) – złoto oraz tytuł najlepszego zawodnika turnieju
- Mistrzostwa Polski K-1 Rules (Wołów) – złoto
- 2007: Mistrzostwa Świata K-1 Rules (Portugalia) – 5. miejsce w kat. do 75 kg
- 2007: Mistrzostwa Polski Low-Kick (Wołów) – srebro
- Puchar Świata K-1 Rules – brąz
- 2008: Puchar Świata K-1 Rules (Segedyn) – brąz w kat. do 75 kg
- Mistrzostwa Europy (Portugalia) – 5. miejsce
- Mecz międzypaństwowy Polska-USA – wyróżnienie za walkę wieczoru
- Walka o tytuł Zawodowego Mistrza Świata Formuła K-1 Rules federacji WKN (Stambuł)
- Walka na Gali Kokoro Cup 15 grudnia 2007 (Warszawa)[20]

## Nagrody i wyróżnienia
- W 2002 został wyróżniony Nagrodą Miasta Sanoka za rok 2001 w dziedzinie sportu i turystyki[21][22][23][24][25][26].
- Drugie miejsce w plebiscycie na najpopularniejszego sportowca Sanoka: za rok 2001[27][28], za rok 2002[29].
- Dwukrotnie otrzymał Nagrodę Burmistrza Miasta Sanoka: za rok 2014[30] i za rok 2017[31].